# Jealous Guy
Jealous Guy is een nummer van de Britse muzikant John Lennon. Het nummer verscheen op zijn album Imagine uit 1971. In 1981 werd een coverversie door Roxy Music als eerbetoon aan de drie maanden eerder overleden Lennon een grote hit.

## Achtergrond
Jealous Guy is geschreven door Lennon en geproduceerd door Lennon, zijn vrouw Yoko Ono en Phil Spector. Lennon verkreeg inspiratie voor het nummer tijdens een bezoek met zijn band The Beatles in India, waar zij een lezing bijwoonden van Maharishi Mahesh Yogi over een "zoon van moeder natuur". Zowel Lennon als Paul McCartney schreven hier een nummer over. De compositie van McCartney, Mother Nature's Son, verscheen uiteindelijk op het album The Beatles, maar Lennon deed geen poging om zijn compositie Child of Nature op te nemen. In mei 1968 werden demo's van beide nummers opgenomen in het huis van George Harrison. In januari 1969 nam Lennon het tweemaal op tijdens de Get Back-sessies, die uiteindelijk uitmondden in het album Let It Be. Uiteindelijk herschreef Lennon alle teksten en nam het op als Jealous Guy voor zijn solo-album Imagine. De eerste demo van Child of Nature verscheen in 2018 uiteindelijk op de heruitgave van het album The Beatles.
Lennon nam Jealous Guy op 24 mei 1971 op in zijn thuisstudio in Ascot. Op 29 mei nam hij de achtergrondzang op. Op 4 juli werden de strijkers opgenomen in de Record Plant in New York. Op het nummer zijn onder meer Mike Pinder van de Moody Blues en Joey Molland en Tom Evans van Badfinger als muzikanten te horen.
Jealous Guy werd niet als single uitgebracht tot 18 november 1985, bijna vijf jaar na de moord op Lennon. Op de B-kant stond Going Down on Love, afkomstig van het album Walls and Bridges uit 1974. Het bereikte plaats 65 in de Britse hitlijsten. In de Verenigde Staten kwam het pas op 3 oktober 1988 uit als single, ter promotie van de documentaire Imagine: John Lennon. Hier bereikte het de tachtigste plaats in de Billboard Hot 100.

## Covers
Jealous Guy is een van de meest gecoverde nummers van Lennon. Bekende artiesten die het hebben opgenomen, zijn onder meer Deftones, Gavin DeGraw (op de soundtrack van de televisieserie One Tree Hill), Owen Gray, Alistair Griffin, Donny Hathaway, Frankie Miller, Lou Reed, Phil Robson en Semisonic. Daarnaast nam Roberto Bellarosa het in 2012 op als winnaarssingle voor het eerste seizoen van The Voice Belgique. Met zijn versie bereikte hij de vierde positie in de Waalse Ultratop 50. Een opvallende cover is afkomstig van de Vlaamse presentatrice en politica Kathy Lindekens, die in de jaren 1980 Engelse en Franse nummers vertaalde in de studio van Radio 2 Antwerpen. Jealous Guy verscheen onder de titel Bang om je kwijt te zijn als single.

### Cover van Roxy Music
Na de moord op Lennon in december 1980 besloot de band Roxy Music om Jealous Guy live te spelen tijdens hun tournee door Duitsland als eerbetoon. In februari 1981 namen zij een cover in de studio op, die nog dezelfde maand werd uitgebracht als losstaande single. Het kwam vrijwel direct op de eerste plaats in het Verenigd Koninkrijk terecht; het is de enige nummer 1-hit die de groep in hun thuisland had. Ook in andere landen werd het een grote hit: het kwam in Australië ook op de eerste plaats en stond in Ierland, Nieuw-Zeeland en Zwitserland in de top 5. In Nederland bereikte de single respectievelijk de zevende en tiende plaats in de Top 40 en de Nationale Hitparade, terwijl in Vlaanderen de vijfde plaats in de voorloper van de Ultratop 50 werd behaald.

## Hitnoteringen
De noteringen in de wekelijkse hitlijsten werden gehaald door de versie van Roxy Music.

### Nederlandse Top 40
| Hitnotering: 21-03-1981 t/m 23-05-1981 | Hitnotering: 21-03-1981 t/m 23-05-1981 | Hitnotering: 21-03-1981 t/m 23-05-1981 | Hitnotering: 21-03-1981 t/m 23-05-1981 | Hitnotering: 21-03-1981 t/m 23-05-1981 | Hitnotering: 21-03-1981 t/m 23-05-1981 | Hitnotering: 21-03-1981 t/m 23-05-1981 | Hitnotering: 21-03-1981 t/m 23-05-1981 | Hitnotering: 21-03-1981 t/m 23-05-1981 | Hitnotering: 21-03-1981 t/m 23-05-1981 | Hitnotering: 21-03-1981 t/m 23-05-1981 | Hitnotering: 21-03-1981 t/m 23-05-1981 |
| Week                                   | 1                                      | 2                                      | 3                                      | 4                                      | 5                                      | 6                                      | 7                                      | 8                                      | 9                                      | 10                                     |                                        |
| -------------------------------------- | -------------------------------------- | -------------------------------------- | -------------------------------------- | -------------------------------------- | -------------------------------------- | -------------------------------------- | -------------------------------------- | -------------------------------------- | -------------------------------------- | -------------------------------------- | -------------------------------------- |
| Positie                                | 32                                     | 26                                     | 20                                     | 12                                     | 9                                      | 7                                      | 7                                      | 13                                     | 19                                     | 32                                     | uit                                    |

### Nationale Hitparade
| Hitnotering: 21-03-1981 t/m 30-05-1981 | Hitnotering: 21-03-1981 t/m 30-05-1981 | Hitnotering: 21-03-1981 t/m 30-05-1981 | Hitnotering: 21-03-1981 t/m 30-05-1981 | Hitnotering: 21-03-1981 t/m 30-05-1981 | Hitnotering: 21-03-1981 t/m 30-05-1981 | Hitnotering: 21-03-1981 t/m 30-05-1981 | Hitnotering: 21-03-1981 t/m 30-05-1981 | Hitnotering: 21-03-1981 t/m 30-05-1981 | Hitnotering: 21-03-1981 t/m 30-05-1981 | Hitnotering: 21-03-1981 t/m 30-05-1981 | Hitnotering: 21-03-1981 t/m 30-05-1981 | Hitnotering: 21-03-1981 t/m 30-05-1981 |
| Week                                   | 1                                      | 2                                      | 3                                      | 4                                      | 5                                      | 6                                      | 7                                      | 8                                      | 9                                      | 10                                     | 11                                     |                                        |
| -------------------------------------- | -------------------------------------- | -------------------------------------- | -------------------------------------- | -------------------------------------- | -------------------------------------- | -------------------------------------- | -------------------------------------- | -------------------------------------- | -------------------------------------- | -------------------------------------- | -------------------------------------- | -------------------------------------- |
| Positie                                | 32                                     | 28                                     | 26                                     | 27                                     | 10                                     | 18                                     | 16                                     | 18                                     | 20                                     | 22                                     | 41                                     | uit                                    |

### NPO Radio 2 Top 2000
| Nummers met noteringen in de NPO Radio 2 Top 2000 | '99 | '00 | '01 | '02 | '03 | '04 | '05  | '06  | '07  | '08  | '09  | '10  | '11  | '12  | '13  | '14  | '15  | '16  | '17  | '18-'20 | '21  |
| ------------------------------------------------- | --- | --- | --- | --- | --- | --- | ---- | ---- | ---- | ---- | ---- | ---- | ---- | ---- | ---- | ---- | ---- | ---- | ---- | ------- | ---- |
| Jealous Guy (John Lennon)                         | -   | -   | -   | -   | -   | -   | 1331 | 933  | 1446 | 1638 | 1280 | 1238 | 1352 | 1081 | 1377 | 1862 | -    | -    | -    | -       | -    |
| Jealous Guy (Roxy Music)                          | 959 | 923 | 787 | 759 | 880 | 698 | 1048 | 1027 | 1340 | 980  | 1255 | 1365 | 1344 | 1463 | 1398 | 1529 | 1851 | 1802 | 1817 | -       | 1995 |

1. ↑  Een '-' betekent dat het nummer niet was genoteerd en een vetgedrukt getal geeft de hoogste notering van een nummer aan.
2. ↑  Deze tabel is bijgewerkt tot en met de laatste editie (2024).